# Live Tour 2002 下弦の月 〜聖夜の調べ〜
『Live Tour 2002 下弦の月 〜聖夜の調べ〜』(ライブ ツアー にせんに かげんのつき せいやのしらべ)は、2003年3月19日に発売されたGacktのライブ・ビデオ。発売元は日本クラウン。

## 概要
- 13thシングル「君が追いかけた夢」と同日にリリースされた。
- 3rdアルバム『MOON』をひっさげ全15か所22公演を行ったライブツアー『Gackt Live Tour 2002 下弦の月』のうち、ツアーファイナルとなった2002年12月24日の横浜アリーナ公演のライブの映像が収録されている。
- 3rdアルバム『MOON』収録曲は当日のライブで全て演奏され、全部で5章あったのだが、第4章で演奏されていた2曲(「memories」と「君が待っているから」)と、トーク場面はカットされている。
- 特典映像として、ファンからGacktへのメッセージが収録されている。また、Gacktからの手書きのメッセージも収録されている。

## 収録曲
1. Opening
Gacktが2002年に行ったライブツアー『Gackt Live House Tour 2002 Dears Presents Special Talk&Live Addition』などの話が出てくる。
2. Noah
3. Doomsday
キーを半音下げて演奏されている。歌唱後にGacktが撃たれ、倒れた後に暗転し次曲に移る。
4. death wish
ここから2曲は、ダンサーが参加。歌唱後、間髪を入れずに次曲に移る。
5. Lu:na
6. Speed Master
イントロのSEが、CD音源よりも少し長く流される。イントロでスモークの演出がなされる。
7. Fragrance
CD音源にはなかったSEが追加されている。
8. rain
キーを半音下げて演奏。2番のサビ歌唱後、雨が降る演出がなされる。
9. Lapis 〜Prologue〜
第2章。ライブツアーでは初披露。今回のツアーの演奏曲の中で最も古い楽曲。
10. ANOTHER WORLD
第3章。各サポートメンバーのジャム・セッションが追加されている。
11. Mirror
前回のライブツアーとアレンジ、キーは同じ。DVDでは、ここまでがDISC 1である。
12. Soleil
DVDでは、ここからDISC 2である。ラストサビ前に、サンタやトナカイに変装したダンサーが登場する。
13. wa・su・re・na・i・ka・ra
キーを半音下げてアルバムバージョンで演奏されている。
14. dears
『Gackt Live Tour 2000 MARS 〜空からの訪問者〜』以来、2年ぶりの演奏。キーを半音下げて演奏されている。前回のライブツアーとアレンジは同じ。ラストサビ前に、銀テープを飛ばす演出がなされている。
15. missing
歌唱前にGacktからのメッセージが挿入される。実際のコンサートでは、この後に「君が待っているから」と「memories」の2曲が演奏されていた。
16. 12月のLove song
最終章。ライブツアーでは初披露。
17. 君のためにできること
前曲も含めたこの2曲は、この日のライブのみ演奏された。前回のライブツアーとアレンジ、キーは同じ。ライブツアー『Gackt LIVE HOUSE TOUR 2002 Dears Presents Special Talk&Live Addition』のリハーサルの写真などが流される。歌唱後、Gacktが「メリークリスマス」と言ってから数十秒後、暗転する。
18. Ending
クレジットの場面で、6thシングル「再会 〜Story〜」のインストゥルメンタルが流されている。